# Mercè Sala i Schnorkowski
Mercè Sala i Schnorkowski (Barcelona, 12 mei 1943 – aldaar, 7 mei 2008) was een Catalaanse econome en socialistische politica. Al van in de tijd van de franquistische dictatuur was ze actief in de Catalaanse beweging en later in de Partit dels Socialistes de Catalunya (PSC).

## Loopbaan
Ze studeerde aan de Universiteit van Barcelona maar kreeg in 1969 wegens haar deelneming aan de Caputxinada en de anti-franquistische verzetsbeweging het consilium abeundi. Ze moest voor haar verdere studies uitwijken naar de Universiteit van Bilbao. Na de terugkeer van de democratie haalde ze haar doctoraat aan de Autonome Universiteit van Barcelona. Van 1971 tot 1979 was ze hoofd van de studiedienst van de Banc Industrial de Catalunya, een filiaal van de Banca Catalana. 
Ze was gemeenteraadslid voor de PSC in Barcelona van 1979 tot 1991. Ze was lid of voorzitter van diverse raden van bestuur, zoals onder meer de Universiteit Pompeu Fabra en de spoorwegmaatschappij Renfe  (1991-1996), het Catalaans Genootschap voor Radio en Televisie (1996-2003), het Spaanse filiaal van de groep Carrefour en vele andere. In 1997 heeft ze de Fundació per a la Motivació dels Recursos Humans (Stichting voor de motivatie van werknemers) opgericht.
In het jaar 2008 kreeg ze het Creu de Sant Jordi, een van de hoogste Catalaanse onderscheidingen. Kort daarop, op 7 mei, is ze overleden.